# Деревянко, Иван Фомич
Иван Фомич Деревянко (28 января 1922, Стецковка, Сумский округ, Харьковская губерния — 13 ноября 1996, Сумы) — советский и украинский деятель медицины, хирург, Заслуженный врач УССР (1975), Народный врач СССР (1984).

## Биография
Родился 28 января 1922 года в селе Стецковка.
С 1957 года врачебная деятельность И. Деревянко связана с Сумской областной больницей, первый в Сумской области врач-анестезиолог.
В 1970—1992 годах работал заведующим хирургическим отделением, затем — хирургом-консультантом, в 1995—1996 годах — в областном госпитале для инвалидов Великой Отечественной войны.
Много лет возглавлял Сумское областное общество врачей-хирургов.
Умер 13 ноября 1996 года в городе Сумы.

## Награды
- Орден Ленина;
- Орден Трудового Красного Знамени;
- Орден Красной Звезды;
- Орден Отечественной войны;
- Заслуженный врач УССР (1975);
- Народный врач СССР (1984).